# CPAS
Centrum för Stillahavsasienstudier, the Centre for Pacific Asia Studies (CPAS) vid Stockholms universitet är ett tvärvetenskapligt forsknings- och informationscentrum med fokus på samtida samhällsutveckling i framförallt Kina, Japan, Korea och Vietnam. Föreståndare från 2001 var Masako Ikegami-Andersson, tillika professor 2005-2009. Centrets verksamhet har numera inlemmats i Institutionens för orientaliska språk.
Centrum för Stillahavsasienstudier är beläget vid Kräftriket i Frescati och inrättades 1984 som ett led i Stockholms universitets strävan efter att bidra till att bygga upp den svenska kompetensen om länderna i Stillahavsasien. Ett av centrets huvudmål är, förutom forskning, att hjälpa forskare och studenter att över universitetsgränserna ta kontakt med andra grupper, som har ett aktivt och professionellt intresse i Stillahavsasienregionen. CPAS använder sina resurser för att finansiera egna forskningsprojekt och underlätta för externa forskningsprojekt. 
En organisatorisk förändring, som genomfördes 2001, knöt CPAS fastare till Institutionen för orientaliska språk, som bedriver utbildning och forskning inom bland annat koreanska, japanologi och sinologi. CPAS har utöver expertkunskaper i språk, kultur och  historia även aktuell samhällsutveckling, ekonomi och säkerhetspolitisk analys på forskningsagendan. Vid CPAS drivs seminarier och workshops med inbjuden nationell och internationell expertis.
CPAS upprätthåller SACPAD, en forsknings databas som täcker samtida forskningssamarbete mellan svenska och asiatiska forskare. På så sätt skapas länkar till alla, som har professionella intressen i Stillahavsasien, såsom affärsmän, diplomater, journalister, lärare och författare.

## Publikationer
CPAS publikationsprogram omfattar monografier, Working Papers, Occasional Papers, konferensrapporter, nyhetsbrev på svenska och på engelska samt den årligen utkommande Stockholm Journal of East Asian Studies (SJEAS). Inom ramen för publikationsprogrammet redovisas nya forskningsresultat.
Verk i urval
- Edström, Bert; Vargö, Lars, red (2000). Sverige och Japan: diplomatiska dokument från tre sekler. Stockholm: Enheten för Asien och Oceanien, Utrikesdepartementet i samarbete med Centrum för Stillahavsasienstudier, Stockholms universitet. Libris 7645067. ISBN 91-7496-204-3